# Le Bain de l'enfant
Le Bain de l'enfant (ou Le Bain) est une peinture à l'huile sur toile réalisée en 1893 par l'artiste américaine Mary Cassatt. Le sujet et la perspective plongeante ont été inspirés par des gravures sur bois japonaises. Elle a pour sujet la dignité de la maternité dans un style similaire à celui de Edgar Degas.
L'Art Institute of Chicago a acquis l'œuvre en 1910. Depuis, l'œuvre est devenue l'une des plus populaires de ce musée.

## Description
C'est en 1891 que Mary Cassatt a réalisé la peinture avec deux personnages, une mère et un jeune enfant. La scène de genre est basée sur le bain quotidien d'un enfant ; un moment intime, « spécial sans être spécial » ». La mère soutient fermement et d'un geste protecteur l'enfant avec sa main gauche alors que l'autre main lave doucement les pieds de l'enfant. Le petit bras gauche potelé de l'enfant s'appuie contre la cuisse de la mère, pendant que l'autre main se porte sur sa propre jambe. La main droite de la mère pousse doucement sur le pied dans la bassine, imitant la pression de l'enfant sur sa propre cuisse. Pour indiquer la profondeur, Cassatt a modelé les visages afin qu'ils se distinguent de l'espace environnant par plusieurs passages en touches irrégulières, créant des lignes épaisses qui dessinent le contour des formes et les détachent du fond à motifs. La rugosité de la touche s'estompe par une vue à distance de l'œuvre.

## Influences
Mary Cassatt a été extrêmement influencée par certains de ses pairs impressionnistes, particulièrement Edgar Degas. La première peinture impressionniste arrivée aux États-Unis était un pastel de Degas que Cassatt a acheté. Elle a commencé à exposer avec les impressionnistes en 1877, elle a rencontré d'autres peintres impressionnistes, comme Claude Monet et Berthe Morisot. En 1890, trois ans avant de réaliser Le Bain de l'enfant ;  lors d'une exposition de gravures sur bois japonaises à l'Académie des beaux-arts de Paris, elle avait été captivée par les estampes. Cassatt avait été attirée par la simplicité et la clarté du motif japonais et par l'utilisation de blocs de couleur.